# Abby Henry Gough Ricketts
Abby Henry Gough Ricketts, britanski general, * 8. december 1905, † 16. januar 1993.